# Jon Snow
Jon Snow (poznat još kao Lord Snow) izmišljeni je lik iz ciklusa romana fantastike Georgea R.R. Martina Pjesma leda i vatre.

## Biografija
Jon je rođen kao izvanbračno dijete Eddarda Starka, vladara Oštrozimlja, i vjerojatno neke prostitutke. Od malena je živio s ocem i njegovom pravom obitelji. U Oštrozimlju je odrastao uz svoju polubraću. Kada su jedanput izviđači pronašli 6 štenadi strahovukova, Jon je dobio jedinog bijelog (eng.snow) kojeg je prozvao Duh. Kada je odrastao pridružio se Noćnoj straži, jer kao kopile nije mogao dobiti nikakvu drugu titulu, gdje mu služi stric Benjen (o Straži vidi: Noćna straža)
Jon je napredovao tako da je na kraju postao i Zapovijedik Straže.

## O prezimenu
Martin u knjigama piše kako izvanbračna djeca prezimena dobivaju prema regiji iz koje dolazi otac. Kako je Eddard Strak guverner Sjevera, gdje vladaju većinom snijeg, led i hladnoća, Jon je dobio "pseudonim" Snow

## Karakteristike lika
Jon je jedan od pozitivnih likova. Optimist je te će napraviti sve kako ne bi nedužni ljudi nastradali. Kao Zapovjednik straže nije kako se obično misli o nekom zapovjedniku.
Prema vojnicima se većinom ponašao kao da uopće nije njihov Zapovjednik, a kada se radi o nekom kralju ili knezu on se mijenja u ozbiljnog čovjeka koji promišlja o svakoj svojoj zapovijedi.

## Ljubavi
Kako sam Zid štiti Sedam kraljevstva od divljaka koji žive sjeverno od njega, tako i sami stražari bi terebali odlaziti u izvidnice. I Jon se jednom prilokom našao u izvidnici, koju je vodio tadašnji zapovjednik Jeor Mormont, knez Medvjeđih otoka. 
Jon se odvaja od zapovjednikove skupine pridružujući se skupini Qorina Polurukog. Qorinova skupina napada grupu divljaka te Jon dobiva zadatak ubiti posljednju divljakinju iz grupe, Ygritte, no Jon ju u tajnosti pusti da ode. Kasnije, Qorinovu je skupinu napala veća skupina divljaka te Qorin naređuje Jonu da se pretvara kao izdajica te mu naređuje da ga ubije. Ygritte je bila prva koja je povjerovala Jonu da se počinje boriti za divljake te ga polako i ostali divljaci prihvaćaju. Za vrijeme pretvaranja da je jedan od divljaka, Jon mora odbaciti zavjete Noćne straže, koji mu ne odobravaju ljubav prema ženi. Tako počinje romansa Ygritte i Jona. Kada je skupina divljaka (u kojoj su bili i Jon i Ygritte) prešla zid u nadi da napadnu Crni zamak, Jon bježi od divljaka da obavijesti Crni zamak o skorašnjem napadu. Pri bijegu Ygritte ga pogodi strijelom u nogu no po povratku u Crni zamak, meštar Aemon ga izlijeći. Pošto je druga skupina izviđača Noćne straže još s druge strane zida, Jon na sebe preuzima odgovornost obrane Crnog zamka od divljaka kojima je umakao. Preostali članovi Noćne straže uspijevaju obraniti Crni zamak od divljaka gađajući ih strijelama. Kada su kasnije pretraživali njihova tijela, Jon pronalazi umiruću Ygritte koja mu po zadnji puta ponovi poznatu rečenicu: "Ništa ti ne znaš, Jone Snow."

## Vanjske poveznice
Profil lika